# RED (shelaのシングル)
「RED」（レッド）は、shelaの2作目のシングルの名称。2000年4月26日にavex traxよりリリース。

## 解説
カラー・コンセプト・マキシシングル 第2弾。
「Love Again 〜永遠の世界～」は、TBS系ドラマ『君が教えてくれたこと』主題歌に起用され、前作に続きTBS系ドラマのタイアップとなった。
カップリングもタイアップがあり、「Position」は、日本テレビ系K-1JAPAN『K-1BURNING2000』メインテーマ、「19RED」はフジテレビ系『HEY!HEY!HEY! MUSIC CHAMP』エンディングテーマとしてそれぞれ起用された。
2013年現在、shelaにとっては最大のヒット作となっている。

## 収録曲
1. Love Again 〜永遠の世界～ [4:50]
作詞・作曲・編曲：T2ya
ストリングスで始まる楽曲だが、ドラマで流れた際はピアノで始まるようになっていた。
2. Position [4:21]
作詞・作曲・編曲：T2ya
3. 19RED [4:20]
作詞：shela 作曲・編曲：T2ya
4. 〜an epilogue〜「White Destiny」[5:42]
5. Love Again 〜永遠の世界～ (Instrumental) [4:51]
6. Position (Instrumental) [4:22]
7. 19RED (Instrumental) [4:14]

## 参加ミュージシャン
Love Again 〜永遠の世界～
- 村山達哉：Strings Arrangement
- T2ya：Programming
- 増崎孝司：Guitar
- 種子田健：Bass
- 佐々木久美：Chorus

19RED
- 村山達哉：Strings Arrangement
- T2ya：Programming
- 増崎孝司：Guitar
- 種子田健：Bass